# Лоренцево сокращение
Лоренцево сокращение, Фицджеральдово сокращение, также называемое релятивистским сокращением длины движущегося тела или масштаба, — предсказываемый релятивистской кинематикой эффект, заключающийся в том, что с точки зрения наблюдателя движущиеся относительно него предметы и пространство имеют меньшую длину (линейные размеры) в направлении движения, чем их собственная длина. Множитель, выражающий кажущееся сжатие размеров, тем сильнее отличается от 1, чем больше скорость движения предмета.
Эффект значим, только если скорость предмета по отношению к наблюдателю сравнима со скоростью света.

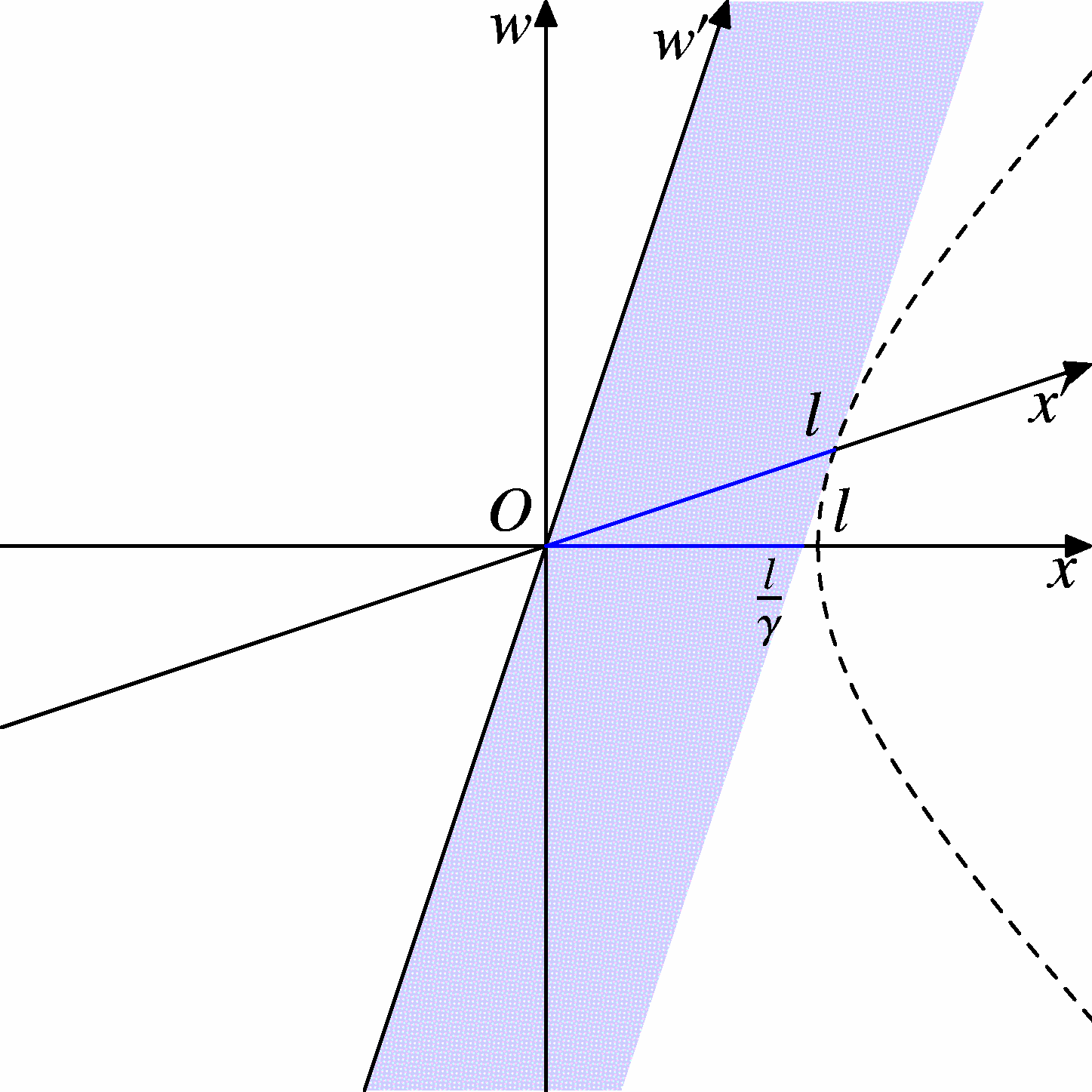

## Строгое определение
Пусть стержень покоится в инерциальной системе отсчёта K и расстояние между концами стержня, измеренное в К («собственная» длина стержня), равно l. Пусть далее стержень движется вдоль своей длины со скоростью v относительно некой другой (инерциальной) системы отсчёта K'.
В таком случае расстояние l'  между концами стержня, измеренное в системе отсчета K', составит
{\displaystyle l'={\sqrt {1-{\frac {v^{2}}{c^{2}}}}}\ l} , где c — скорость света.
При этом расстояния поперёк движения одинаковы в обеих системах отсчета K и K'.
Величина γ, обратная множителю с корнем, называется также Лоренц-фактором.
С её использованием эффект можно сформулировать и так: время пролёта стержня мимо фиксированной точки системы отсчёта K' составит
{\displaystyle T'={\frac {1}{\gamma }}{\frac {l}{v}}} .

## Вывод

### Преобразования Лоренца
Сокращение длины может быть выведено из преобразований Лоренца несколькими способами:
{\displaystyle {\begin{aligned}x'&=\gamma \left(x-vt\right),\\t'&=\gamma \left(t-vx/c^{2}\right).\end{aligned}}}

#### Через известную длину движущегося объекта
Пусть в инерциальной системе отсчета К {\displaystyle x_{1}} и {\displaystyle x_{2}} обозначают концы движущегося объекта. Тогда его длина {\displaystyle L} определяется через одновременное положение концов {\displaystyle t_{1}=t_{2}}. Собственную длину объекта в К'-системе можно рассчитать через преобразования Лоренца. Преобразование временных координат из К в К' приводит к различающемуся времени. Но это не проблема, так как объект покоится в К'-системе, и не имеет значения, в какой момент времени произведены измерения. Поэтому достаточно сделать преобразования пространственных координат, что дает:
{\displaystyle x'_{1}=\gamma \left(x_{1}-vt_{1}\right),x'_{2}=\gamma \left(x_{2}-vt_{2}\right).}
Поскольку {\displaystyle t_{1}=t_{2}}, то, положив {\displaystyle L=x_{2}-x_{1}} и {\displaystyle L_{0}^{'}=x_{2}^{'}-x_{1}^{'}}, собственная длина в К'-системе, получается
{\displaystyle L_{0}^{'}=L\cdot \gamma .\qquad \qquad {\text{(1)}},}
В соответствии с этим измеренная длина в К-системе получается уменьшенной
{\displaystyle L=L_{0}^{'}/\gamma .\qquad \qquad {\text{(2)}}}
В соответствии с принципом относительности объекты, покоящиеся в К-системе, будут также уменьшены в К'-системе. Поменяв симметрично нештрихованные и штрихованные обозначения:
{\displaystyle L_{0}=L'\cdot \gamma .\qquad \qquad {\text{(3)}}}
Тогда уменьшенная длина, измеряемая в К'-системе:
{\displaystyle L'=L_{0}/\gamma .\qquad \qquad {\text{(4)}}}

#### Через известную собственную длину
Если объект покоится в К-системе и известна его собственная длина, то одновременность измерений концов объекта в К'-системе необходимо рассчитать, потому что объект постоянно меняет свою позицию. В таком случае необходимо преобразовать и пространственные, и временные координаты:
{\displaystyle {\begin{aligned}x_{1}^{'}&=\gamma \left(x_{1}+vt_{1}\right),&&&x_{2}^{'}&=\gamma \left(x_{2}+vt_{2}\right)\\t_{1}^{'}&=\gamma \left(t_{1}+vx_{1}/c^{2}\right),&&&t_{2}^{'}&=\gamma \left(t_{2}+vx_{2}/c^{2}\right).\end{aligned}}}
Так как {\displaystyle t_{1}=t_{2}} и {\displaystyle L_{0}=x_{2}-x_{1}}, получаемые результаты не одновременны:
{\displaystyle {\begin{aligned}\Delta x'&=\gamma L_{0}\\\Delta t'&=\gamma vL_{0}/c^{2}\end{aligned}}}
Для получения одновременных положений концов необходимо вычесть из {\displaystyle \Delta x'} расстояние, пройденное вторым концом со скоростью {\displaystyle v} в течение времени {\displaystyle \Delta t'} :
{\displaystyle {\begin{aligned}L'&=\Delta x'-v\Delta t'\\&=\gamma L_{0}-\gamma v^{2}L_{0}/c^{2}\\&=L_{0}/\gamma \end{aligned}}}
Таким образом, движущаяся длина в К'-системе уменьшилась. Точно так же можно рассчитать симметричный результат для объекта, покоящегося в К'-системе
{\displaystyle L=L_{0}^{'}/\gamma }.

## Объяснение
Сокращение длин возникает из-за свойств псевдоевклидовой геометрии пространства Минковского, аналогичных удлинению сечения, например, цилиндра, когда оно проводится не строго поперёк оси, а косо. Говоря иначе, «один и тот же момент времени» с точки зрения системы отсчёта, где стержень движется, не будет являться одним и тем же моментом с точки зрения системы отсчёта, связанной со стержнем. То есть процедура измерения расстояния в одной системе отсчёта с точки зрения любой другой системы отсчёта является не процедурой измерения чистого расстояния, когда положения, например, концов стержня засекаются в один и тот же момент времени, а смесью измерения пространственного расстояния и промежутка времени, которые вместе составляют инвариантный, то есть не зависящий от системы отсчёта, пространственно-временной интервал.

## Реальность сокращения длины

Диаграмма Минковского мысленного эксперимента Эйнштейна 1911 года, изображающая сокращение длины. В результате движения двух стержней с длиной покоя со скоростью 0,6c в противоположных направлениях видно, что.

В 1911 году Владимир Варичак утверждал, что, согласно Лоренцу, сокращение длины воспринимается объективно, в то время как, по мнению Эйнштейна, это «всего лишь кажущееся субъективное явление, вызванное способом упорядочивания наших часов и измерением длин». Эйнштейн опубликовал опровержение:
Автор необоснованно заявил о различии моих взглядов и взглядов Лоренца относительно физических фактов. Вопрос о том, действительно ли существует сокращение длины, только запутывает. Его «на самом деле» не существует, поскольку оно не существует для сопутствующего наблюдателя; хотя оно «действительно» существует, то есть в том смысле, что оно в принципе может быть продемонстрировано физическими средствами сторонним наблюдателем.Альберт Эйнштейн, 1911
Эйнштейн также утверждал в этой статье, что сокращение длины — это не просто результат произвольных определений, касающихся способа упорядочивания часов и измерения длин. Он предложил следующий мысленный эксперимент: Пусть A'B' и A"B" будут концами двух стержней одинаковой длины L0, измеренных на x' и x" соответственно. Пусть они движутся в противоположных направлениях вдоль оси x*, рассматриваемой в состоянии покоя, с одинаковой по отношению к ней скоростью. Затем концевые точки A'A" встречаются в точке A*, а B'B" встречаются в точке B*. Эйнштейн показал, что длина A*B* короче, чем A'B 'или A''B'', что также можно продемонстрировать, остановив один из стержней по отношению к этой оси.

## Значение для физики
Лоренцево сокращение лежит в основе таких эффектов, как парадокс Эренфеста и парадокс Белла, показывающих непригодность понятий классической механики к СТО. Они показывают невозможность, соответственно, раскрутить и придать ускорение гипотетическому «абсолютно твёрдому телу».